# Nordslesvig

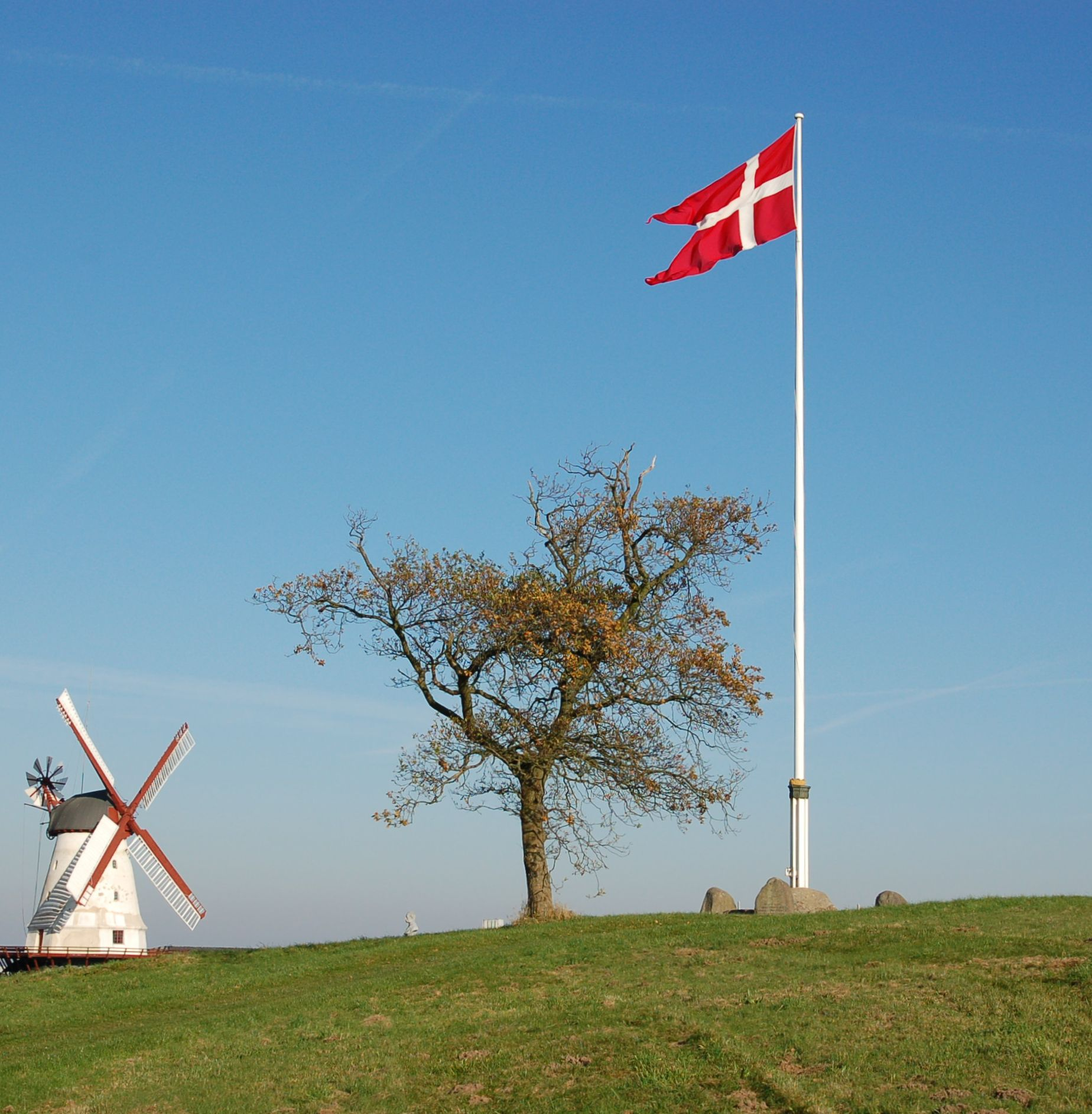
Dybbøl väderkvarn.

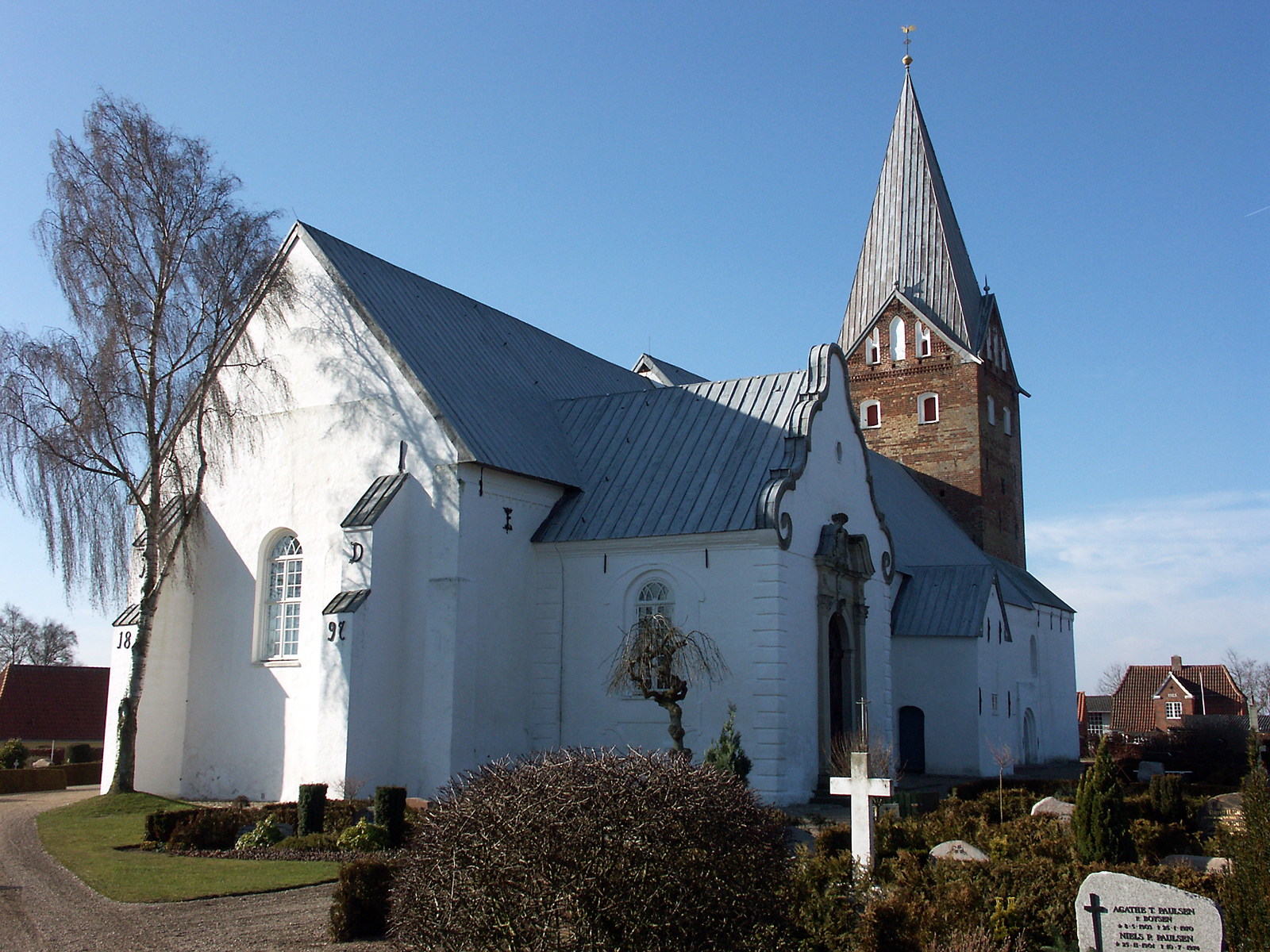
Møgeltønder kyrka.

Nordslesvig eller De sønderjyske landsdele är den danska delen av Sønderjylland, det vill säga den del av det före detta hertigdömet Slesvig, som återfördes till Danmark vid folkomröstningen om Slesvig 1920.
I officiellt danskt språkbruk kallades området "de sønderjyske landsdele", och allmänt språkbruk Sønderjylland. Detta var logiskt då Sønderjyllands amt grundades år 1970, ett amt som i princip motsvarade Nordslesvig.
I framför allt de södra och östra delarna bor ca 12 000 - 15 000 tysktalande människor och tyska är, just med tanke på Sønderjylland, officiellt minoritetsspråk i Danmark.

## Geografi
Nordslesvig är den enda del av Danmark som har landgräns till ett annat land, i det här fallet Tyskland. Det bor ungefär 254 000 invånare i landsdelen.[källa behövs]
Från januari 2007 är Sønderjyllands amt en del av Region Syddanmark tillsammans med före detta Fyns amt, Ribe amt och de sydliga och nordvästliga delarna av Vejle amt.
Kommuner i Nordslesvig är:
- Aabenraa
- Haderslev
- Sønderborg
- Tønder